# Frederik Dreyer

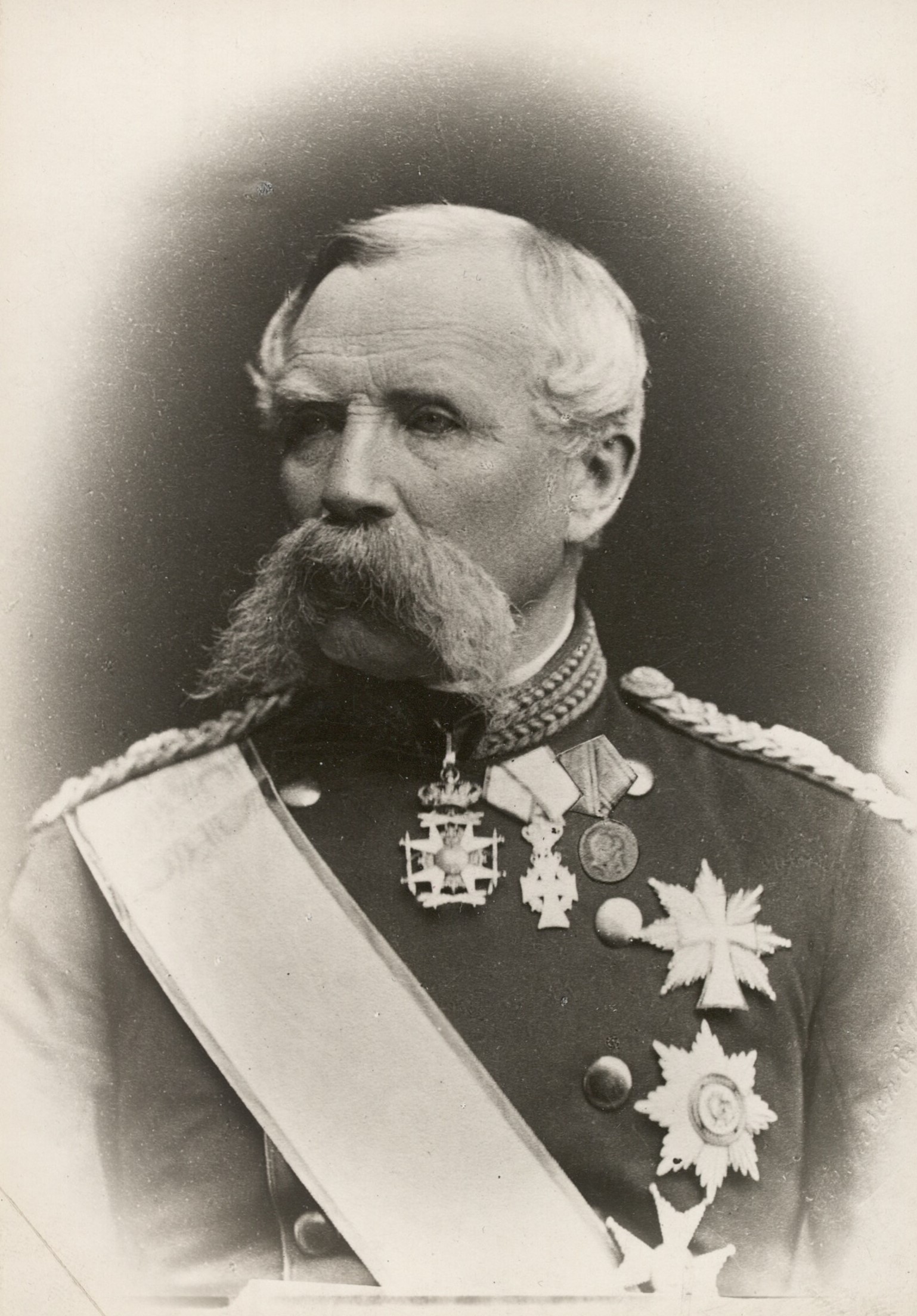
Frederik Dreyer

Johan Christopher Frederik (Frits) Dreyer (* 13. Januar 1814 in Køge; † 12. September 1898 in Kopenhagen) war ein dänischer Generalleutnant und Minister.

## Familie und Herkunft
Dreyers Vater war der Offizier, zuletzt Major, Christoph Frederik Dreyer (1782–1830). Seine Mutter war dessen Gattin Johanne Marie, geb. Stockfleth (1782–1819). Nach dem Tode der Mutter heiratete Christoph Dreyer Marie Elisabeth Fick (1793–1860).
Frederik Dreyer heiratete am 8. Dezember 1839 auf Redford in Holstein Ida Nicoline Margrethe Randrup (* 28. Dezember 1812 in Kopenhagen; † 1. März 1893 ebenda), Tochter des Abteilungsleiters und späteren Kontorchefs und Kammerrats Christen Frederik Randrup (1787–1865) und dessen Gattin Christiane Frederikke, geb. Dreyer (1787–1849). Der Ehe entsprang der spätere Astronom Johan Ludvig Emil Dreyer.

## Leben
1826 wurde Dreyer Landkadett, 1829 Sekondeleutnant. Nachdem er von 1832 bis 1836 die Militärhochschule durchlaufen hatte, wurde er zum Premierleutnant ernannt. 1841 bis 1848 tat er seinen Dienst beim Straßenwesen. 1842 wurde er zum Kapitän zweiter, 1844 zum Kapitän erster Klasse ernannt. Während der Schleswig-Holsteinischen Erhebung diente er beim Feldingieurdetachement, 1849 als Stabschef, und nahm an den Schlachten bei Sundeved, Gudsø und Fredericia teil. 1850 erhielt er den Charakter eines Majors und nahm als höchstbefehlender Ingenieuroffizier an der Schlacht bei Isted teil. Nach dem Krieg diente er bei der Ingenieurtruppe bis 1855, ab 1853 als Kommandeur. 1855 wurde er wirklicher Major und als leitender Offizier für das Straßenwesen in Dänemark angestellt. 1859 erhielt er den Charakter eines Oberstleutnants, 1863 wurde er zum wirklichen Oberstleutnant ernannt. In diesem Jahre bekleidete er verschiedene Stellen im Eisenbahnwesen als kontrollierender Ingenieur beim Bau und als Direktor für die seeländischen Bahnen sowie als technischer Berater des Innenministeriums in Eisenbahnangelegenheiten.
Im Deutsch-Dänischen Krieg war er höchstkommandierender Ingenieuroffizier der aktiven Armee. Als solcher nahm er am Kriegsrat hinter dem Danewerk und der Verteidigung der Düppeler Schanzen teil. Im Dezember 1864 war Dreyer vorübergehend Chef des Ingenieurkorps, 1865 wurde er Oberst und Chef des Ingenieurkorps. Am 13. September 1867 wurde er, mit dem Dienstalter von 1866, zum Generalmajor ernannt. Am 18. September übernahm er die neugeschaffene Stelle des Generalinspekteurs der Ingenieurtruppe und wurde Chef für übrige Angelegenheiten des Korps. Am 28. Juli 1877 übernahm er Kriegs- und Marineministerium unter den besonders schwierigen Umständen, die sich aus der angespannten Lage zwischen der Regierung Estrup und Folketing ergaben. 1881 nahm er seinen Abschied, 1884 erhielt er den Charakter eines Generalleutnants.

## Auszeichnungen
1848 wurde Dreyer zum Ritter des Dannebrogordens, 1850 zum Dannebrogmann, 1864 zum Kommandeur erster Klasse ernannt. 1876 erhielt er das Großkreuz.